# 木曽川堤駅
木曽川堤駅（きそがわづつみえき）は、愛知県一宮市北方町北方字畑下裏にある名古屋鉄道名古屋本線の駅。駅番号はNH55。名鉄名古屋本線の愛知県内の駅の中で最も北に位置する。

## 歴史
- 1939年（昭和14年）3月1日 - 開業[2]。
- 日付不明（1948年（昭和23年）11月1日以前） - 無人化[2]。
- 2001年（平成13年）10月1日 - ダイヤ改正に伴い、1時間あたりの停車本数が2本から4本に増加。
- 2007年（平成19年）3月14日 - トランパス導入。名古屋本線では最後のトランパス導入駅となる。
- 2011年（平成23年）2月11日 - ICカード乗車券「manaca」供用開始。
- 2012年（平成24年）2月29日 - トランパス供用終了。

駅集中管理システム導入以前の木曽川堤駅 (2006年)
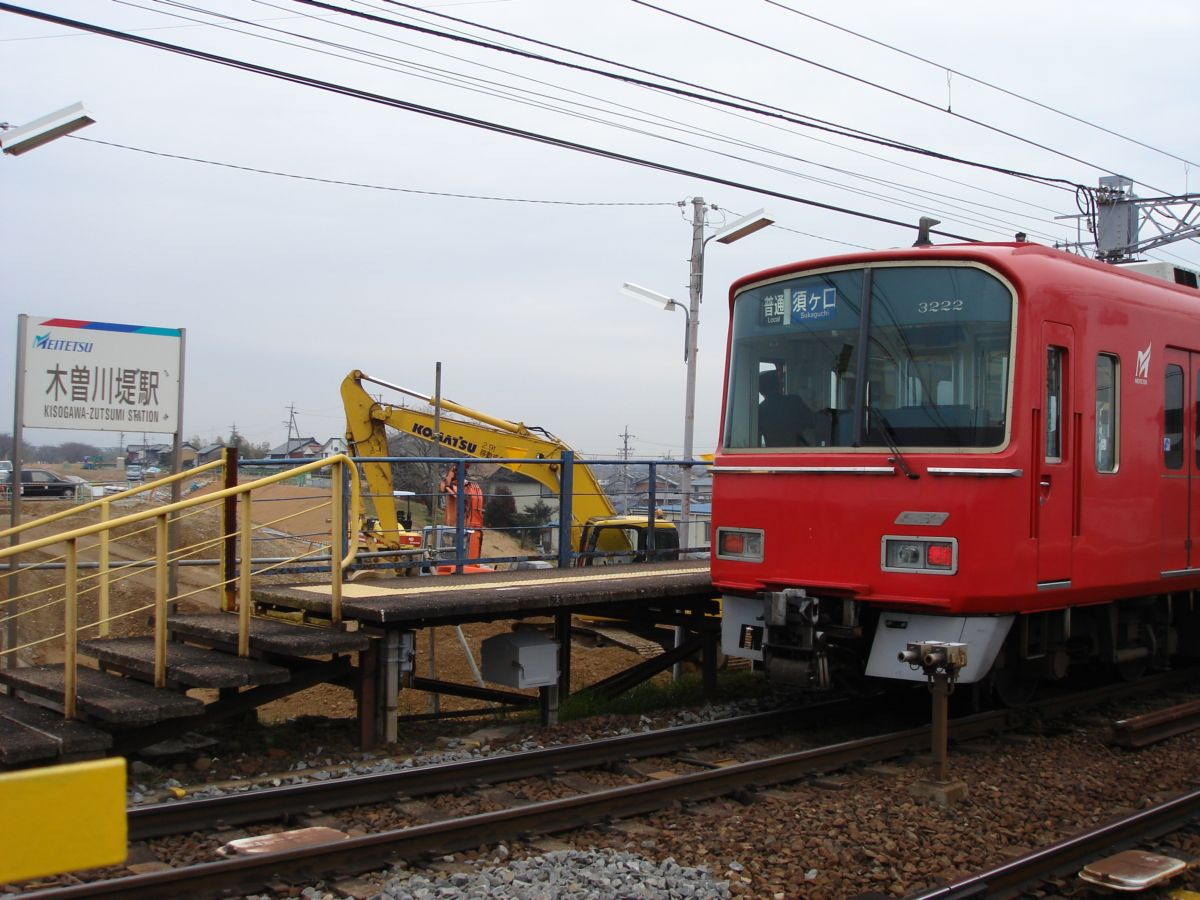
駅入口 (豊橋方面)
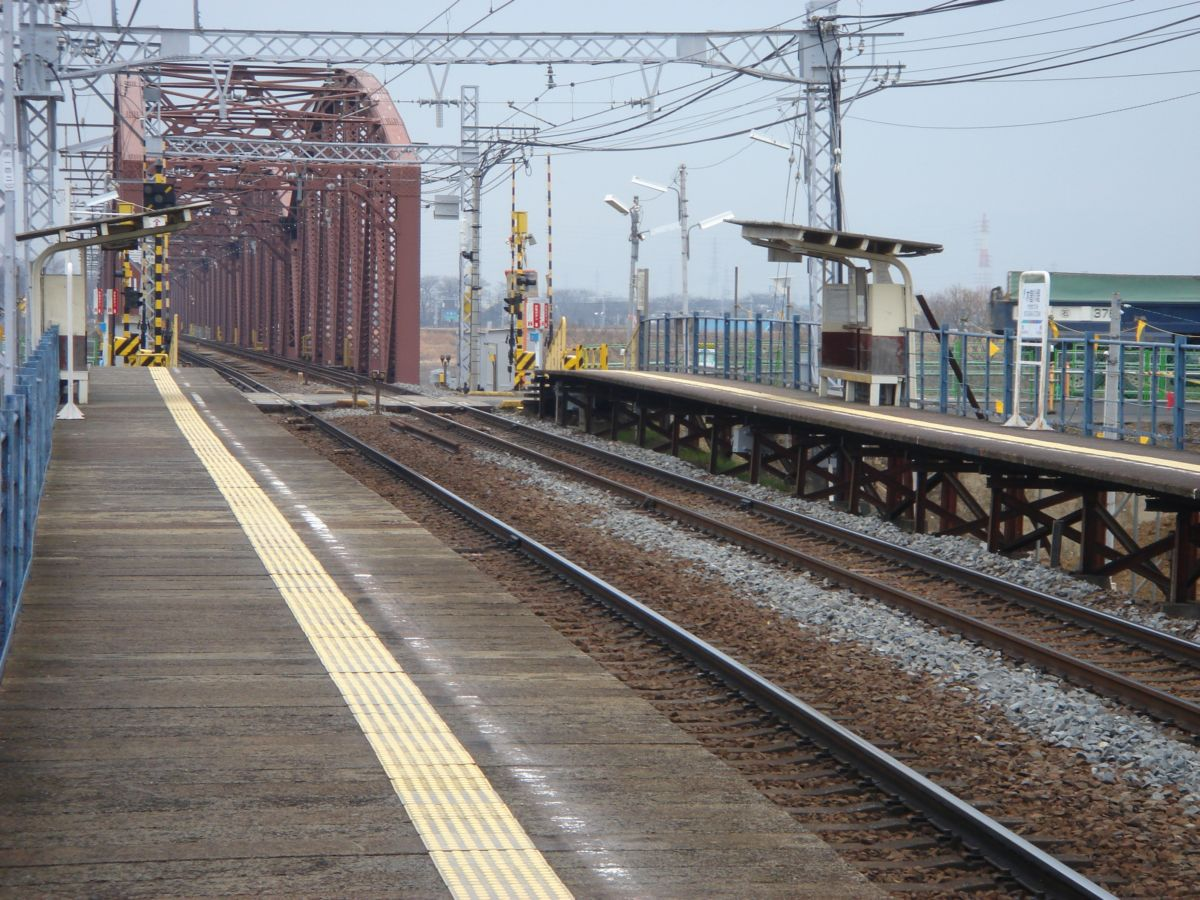
プラットホーム

## 駅構造
愛知県内の名鉄名古屋本線の駅では最も北に位置する。4両編成対応の2面2線の相対式ホームを持つ築堤上にある地上駅。高架駅のような趣がある。無人駅であり、2007年3月14日より駅集中管理システムが導入されている（管理元は名鉄一宮駅）。駅舎はシステム導入時に上下線別に新設された。それまでは、踏切脇で堤防道路から直接ホームに入れる構造になっていた。
駅周辺の線路には堤防への勾配があるため、駅ホームも斜めになっている。駅のすぐ岐阜方に堤防道路があり、堤防道路を過ぎるとすぐに名鉄最長の木曽川橋梁を渡る事になる。かつては、この木曽川橋梁を渡りきるとすぐに東笠松駅があったが、利用者の減少とトランパス導入に伴う経費削減のため2005年1月29日に廃止された。
120km/h区間の北端であるが、岐阜行き通過列車は当駅南方のカーブ（半径800m、制限110km/h）で減速してから当駅を通過する。

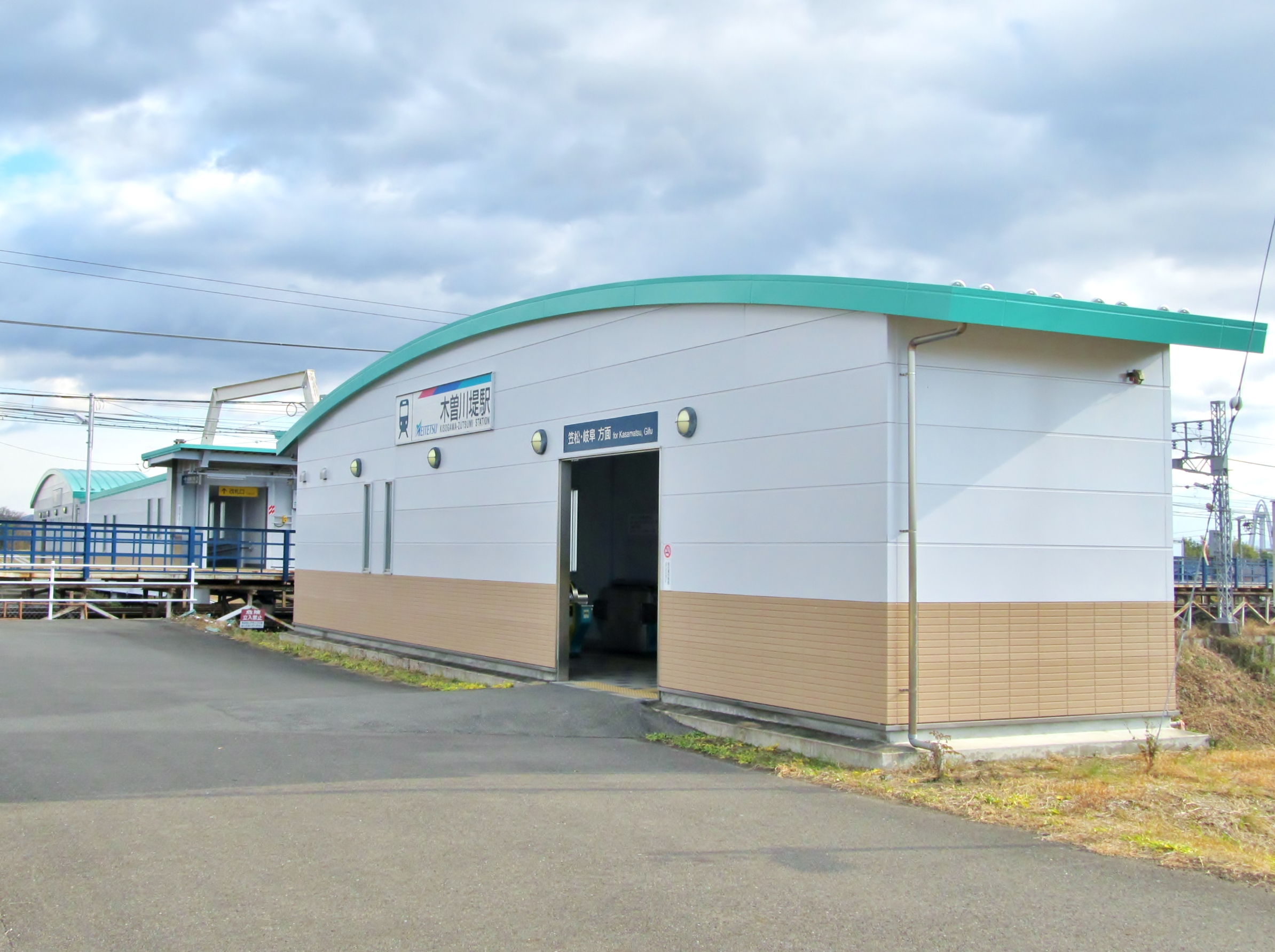
駅舎入口
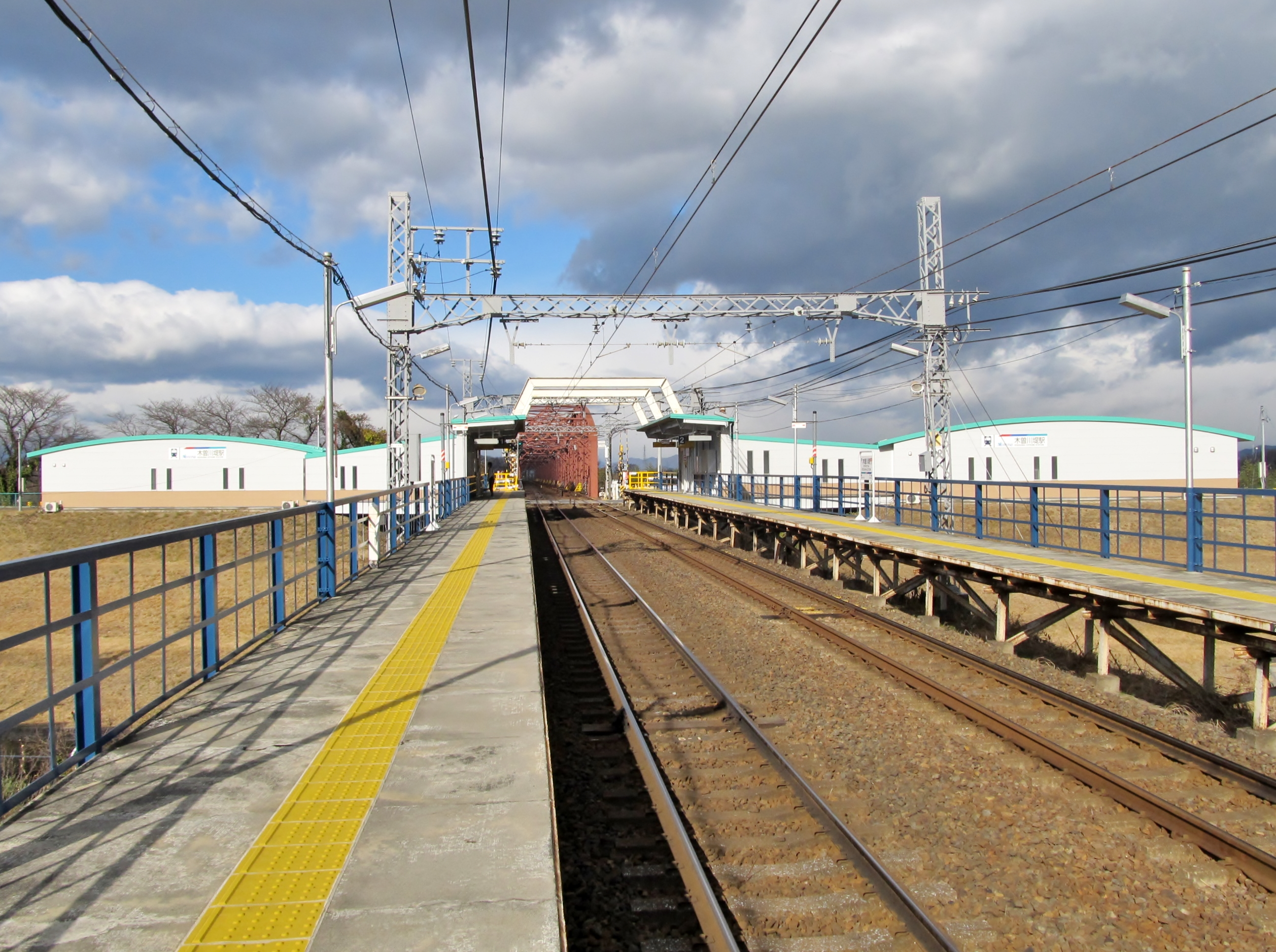
ホーム
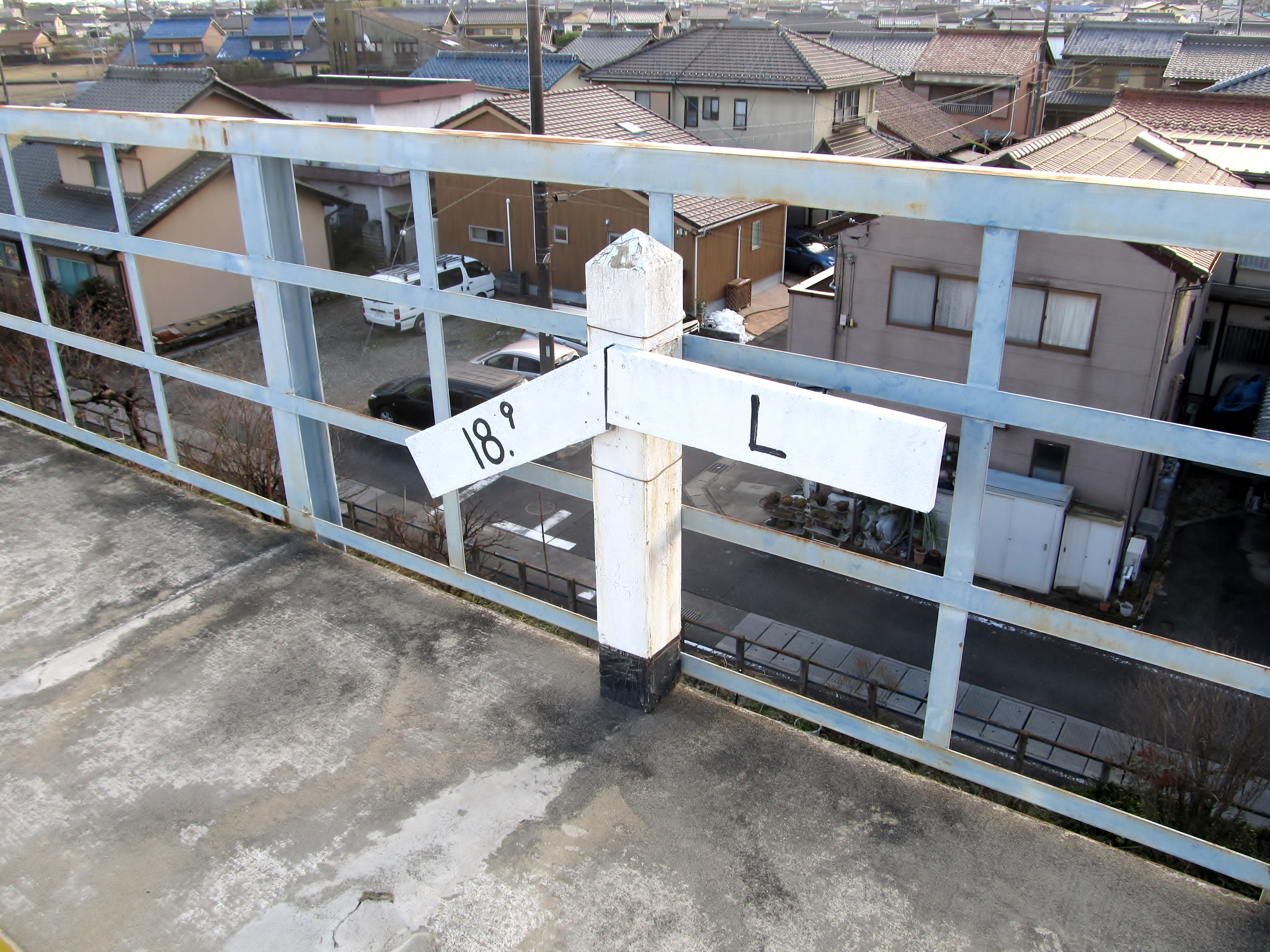
ホーム上にある勾配標
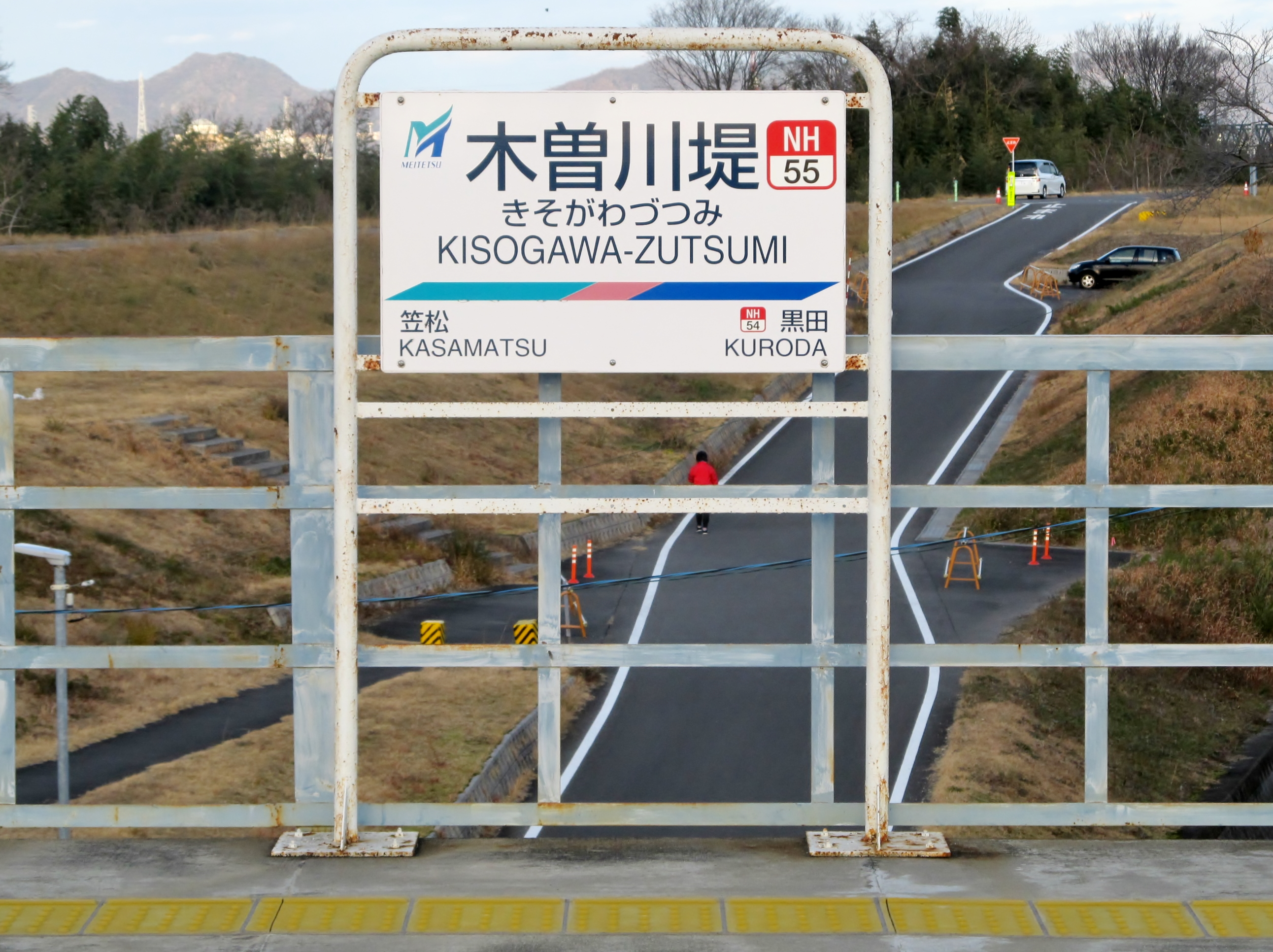
駅名標

### のりば
| 番線 | 路線          | 方向 | 行先                           |
| ---- | ------------- | ---- | ------------------------------ |
| 1    | NH 名古屋本線 | 下り | 名鉄岐阜ゆき                   |
| 2    | NH 名古屋本線 | 上り | 名鉄一宮・名鉄名古屋・金山方面 |

### 配線図
| ← 一宮・ 名古屋方面 | 木曽川堤駅 構内配線略図 | → 岐阜方面 |
| 凡例 出典:          |                         |            |

## 利用状況
- 「移動等円滑化取組報告書」によると、2020年度の1日平均乗降人員は601人であった[6]。
- 『名鉄120年：近20年のあゆみ』によると2013年度当時の1日平均乗降人員は691人であり、この値は名鉄全駅（275駅）中248位、名古屋本線（60駅）中54位であった[7]。
- 『名古屋鉄道百年史』によると1992年度当時の1日平均乗降人員は770人であり、この値は岐阜市内線均一運賃区間内各駅（岐阜市内線・田神線・美濃町線徹明町駅 - 琴塚駅間）を除く名鉄全駅（342駅）中247位、 名古屋本線（61駅）中54位であった[8]。
- 愛知県の統計によれば、1日平均の乗車人員は、2007年度264人、2008年度267人であり、愛知県内の名古屋本線の駅では小田渕駅、名電長沢駅に次いで利用客が少ない。

## 駅周辺
- 木曽川
  - かつて、駅東方すぐに小さな商店があり切符を発売していたが、木曽川左岸の堤防改良工事によりその商店はなくなっている。

## その他
2006年まで開催されていた一宮市民花火大会は、当駅が最寄り駅であった。このため、開催日には快速急行以下の列車が臨時停車していた。
トランパスは、名古屋本線では2007年3月13日まで当駅のみが導入していなかったが、同線最後の駅として翌14日から利用できる様になった。これは当駅が木曽川の堤防の上にあるため、施設を建設する際の様々な条件や制約があったからである。また、堤防の改良工事が行われていた事も遅れた理由である。 

## 隣の駅
名古屋鉄道
NH 名古屋本線
□ミュースカイ・□快速特急・■特急・□快速急行・■急行・■準急
通過
■普通
黒田駅（NH54） - 木曽川堤駅（NH55） - 笠松駅（NH56）
かつては当駅 - 笠松駅間に、東笠松駅が存在した。